# Megachile cartagenensis
Megachile cartagenensis är en biart som beskrevs av Mitchell 1930. Megachile cartagenensis ingår i släktet tapetserarbin, och familjen buksamlarbin. Inga underarter finns listade i Catalogue of Life.